# Quintanar del Rey
Quintanar del Rey település Spanyolországban, Cuenca tartományban. Quintanar del Rey Alarcón, Casasimarro, Villanueva de la Jara, Villagarcía del Llano, Tarazona de la Mancha és Villalgordo del Júcar községekkel határos. Lakosainak száma 7484 fő (2024).

## Népesség
A település népessége az utóbbi években az alábbiak szerint változott:
| Lakosok száma | 6430 | 7254 | 7568 | 7892 | 7945 | 7717 | 7447 | 7586 | 7616 | 7484 |
|               | 2001 | 2004 | 2006 | 2009 | 2011 | 2014 | 2016 | 2019 | 2021 | 2024 |